# Constantin Călțiun
Constantin Călțiun (n. 1885, Caransebeș – d. 1930, Caransebeș) a fost un deputat în Marea Adunare Națională de la Alba Iulia, organismul legislativ reprezentativ al „tuturor românilor din Transilvania, Banat și Țara Ungurească”, cel care a adoptat hotărârea privind Unirea Transilvaniei cu România, la 1 decembrie 1918.:p. 77

## Biografie
Constantin Călțiun a studiat la școala Superioară de Comerț din Brașov formându-se ca și contabil, funcție în care va avea să activeze în cadrul Societății Române de cântări și muzică din Caransebeș. După anul 1918 a fost numit drept director al Băncii Poporale din Caransebeș. În data de 19 februarie, cursul anului 1930, Constantin Călțiun își găsește sfârșitul.

## Activitatea politică
Constantin Călțiun a activat ca și delegat titular al Societății române de lectură din Caraș-Severin la Marea Adunare Națională de la Alba Iulia de la 1 decembrie 1918.:p. 149